# مگس‌گیرهای استرالیا
مگس‌گیرهای استرالیا (نام علمی: Microeca) یک سرده از پرندگان گنجشک‌سان از تیرهٔ سینه‌سرخان استرالزی (Petroicidae) است. گونه‌های این سرده معمولاً به عنوان فلایروبین (flyrobins) (همراه با مگس‌گیر تندابه) شناخته می‌شوند.